# Furøy
Furøy est une localité du comté de Troms, en Norvège.

## Géographie
Administrativement, Furøy fait partie de la kommune de Sørreisa.